# 刁文元
刁文元（1943年—），安徽嘉山（现明光市）人，中国前男子乒乓球运动员和教练。他曾获得1973年世界乒乓球锦标赛男子团体银牌和1974年亚洲乒乓球锦标赛男子团体金牌。